# Lo zoo di vetro (film 1950)
Lo zoo di vetro (The Glass Menagerie) è un film del 1950 diretto da Irving Rapper. Si tratta della prima pellicola tratta da uno dei drammi di Tennessee Williams.

## Trama
Laura Wingfield è una dolce e graziosa fanciulla claudicante di Saint Louis che collezionando statuette di animali in cristallo tenta di sottrarsi all'oppressione della madre Amanda, abbandonata dal marito. Riuscirà a farlo e a vincere la propria timidezza anche grazie all'incontro con Jim O'Connor, un suo ex compagno di liceo nonché collega di lavoro del fratello Tom, compagno di cui lei era segretamente innamorata. Purtroppo ora Jim è fidanzato e in procinto di sposarsi, ma Laura è comunque felice perché più sicura di sé. Amanda e Tom hanno un ultimo violento litigio, e Tom se ne va via, questa volta per sempre. Il suo ultimo pensiero, ora che si trova su una nave nel mezzo dell'oceano, è rivolto a sua madre Amanda e a sua sorella Laura.

## Remake
1987 - Lo zoo di vetro (The Glass Menagerie) di Paul Newman.